# 陳発科

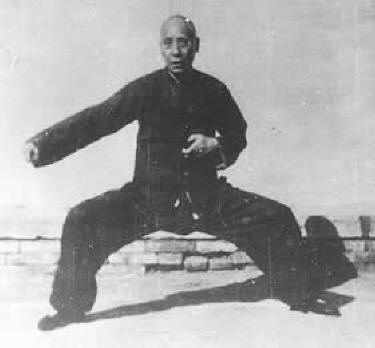
陳発科

陳 発科（ちん はっか、陳 發科、1887年 - 1957年）は、中国武術である太極拳の陳家太極拳の達人。
清国河南省温県陳家溝の出身。陳氏太極拳正宗の家系に生まれ、陳長興の曾孫。陳氏太極拳十七世。
1928年に、請われて北平（北京）に出向き陳家溝の武術（陳氏太極拳の大架系統）を指導する。
楊式太極拳の小架式を伝え太極拳の世界では権威のひとりであった呉図南によると、『陳発科は、1930年代前半では「陳家溝の武術」を太極拳と呼ばず、太極拳の集まりにも参加しなかった』という。だが、この説は多くの陳家溝の長老たちの証言とは矛盾していることも忘れてはいけない。
また、陳氏太極拳が「陳式太極拳」と表記されるようになるのは、第二次世界大戦後に、中華人民共和国政府が各伝統武術の整理を行ってからのこと、と言われている。
弟子には、甥の陳照丕、子息の陳照旭、陳照奎、一族以外に潘詠周（北平での開門弟子）、王鶴林、洪均生、沈家楨、雷慕尼、顧留馨、馮志強（関門弟子）などがいる。

## 人物・経歴
陳氏太極拳正宗の家に三男として生まれるも、早くに兄二人を亡くし跡継ぎの立場となる。幼い頃から病弱で、また両親が老齢の頃に出来た子供であり、更にただ一人残った跡継ぎであるため、溺愛を受け甘やかされて育った。そのため、家伝の秘技である武術もろくに訓練せず、ぶよぶよと太って遊び暮らす幼少期を送った。
しかし14歳の時、ある親族が「先祖代々、祖父も父も超一流の武術家である陳氏正宗も彼の代で終わりだな、見てみろ、あいつは遊ぶ事しか知らんではないか。」と悲しげに話しているのを見てショックを受け、その日から改心、猛烈な修行を開始した。
毎日生活の大半を練習に当てるという激しい訓練によって天性の才能が開花し、病弱だった体質はみるみる強健になり、そうなると余計に面白くなって更に練習の強度を強めていった。ついには父が伝えてた家伝の秘技全てを修め、陳家の一族から各支族に至るまで、陳氏太極拳の使い手の中で彼に及ぶ者はいなくなった。
20歳の頃には既にその雷名が各地に響いており、大軍閥である韓復榘の軍に招かれ、その徒手格闘の教官全てを倒し尊敬を受けたというエピソードが残されている。
1928年、北京（当時の呼び名は北平。当時の首都は南京）で、高名な漢方薬局である同仁堂の招きを受け、陳氏太極拳を教授していた甥の陳照丕(1891-1972)が、南京に赴くことになったため、陳氏第一の使い手であり、陳照丕の師でもあった陳発科が選ばれ、北京に向かうこととなった。
当時、各流派の達人が星のように集い、技を競い合っていた北京にあって、陳発科は「徒手では最強」とされた。
またその高潔で重厚な人柄も尊敬を集め「拳聖」の異名を以て賞賛された。

## 逸話

### 八卦掌の達人、李剣華と
ある時、北京で散手の大会が著名な武術家である許禹生の主宰で行われることとなり、許禹生は陳発科に主審を依頼した。しかし陳発科は「自分には太極拳のことしかわからない」として辞退し、許禹生のたっての願いで大会顧問に就任することとなった。
大会当日、一試合あたりの制限時間（1ラウンド）を何分にするかという問題で議論が起こり、当初15分とされていた時間に対して、陳発科は参加者が多いので長すぎるという発言を行った。
では何分が適当かという問いに対し、陳発科は3分という時間を提案した。多くの参加者が短すぎると感じ「あなたは3分で確実に勝負を決められるのか?」と質問した。それに対し陳発科は「私なら、3秒もあれば十分だ」と答えた。
それを聞いた李剣華（八卦掌の達人。劉鳳春の弟子。東北大学武術教師を勤めていた。身長180cm以上、体重100kg以上という巨漢で、実戦派の名手として有名であった）は侮られたと思い「そんなことが出来るものか」と立ち上がり、私とやってみようではないか、と挑戦した。
陳発科は笑顔で応じ、雷台（リング）に上がると李剣華にかかってくるよう促した。
李剣華は突進し、陳発科の前襟を取って投げようとしたが、陳発科はほんの少し身をかわし、右手を李剣華にあてがうと全身を震わせ発力を行った。李剣華の巨体は30cmも浮き上がり、1m近くも吹き飛ばされて転がり、壁にぶつかってようやく止まった。その衝撃で壁に掛けてあった物などが落ちてきたという。
李剣華は感服し、その場で陳発科に弟子入りを懇願し許された。この様子は全場の賞賛を浴び、陳発科の名声を一層高いものにした。

### 摔跤の名手、沈三と
沈三（?-1945）は北京の牛街生まれの回族出身で、柔道やモンゴル相撲によく似た武術である摔跤の名人として名高かった。
その名前は、この頃北京で「中国武術など屁だ」等と言って荒らし回っていたロシア人の巨漢レスラーに挑戦し、鎧袖一触に投げ飛ばし、中国伝統武術の面子をまもったというエピソードでひろく知られており、英雄的達人として一目置かれていた。
沈三と陳発科は、互いに伝統武術の名人として噂を聞き、直接会ったことはないものの、互いを尊敬し合っていた。
この両雄がはじめて顔を合わせたのは、ある武術の大会の場であった。
それぞれ大会に出場する弟子を連れて会場を訪れており、相手に気がついた二人は握手を交わし、互いに尊敬している旨を伝え合って親しく歓談した。
その歓談中に沈三は「今回の大会で摔跤と陳氏太極拳が激突したらどうなるであろう。聞くところによると陳氏太極拳は柔を以て剛を制すると言うが、はたして摔跤と勝負したらどうであろう」と発言した。
これを受けて陳発科は「私はきっとそれなりの対応方法があると思ってますが、なにしろはじめての相手ですのではっきりとは言えません。もし戦う前にどんな物かわかっていたらやりやすいのですけどもね」と返答した。
沈三は「では我々が試しにやってみるのは如何？」と提案し、陳発科は「私は摔跤には素人ですが、大変興味があるのでやってみましょう。聞けば摔跤は相手を掴んでから投げるものと聞きます。是非体験させて下さい」と言って立ち上がり、沈三に自分を掴んで投げるよう促した。
この成り行きに会場中が固唾をのんで見守る中、沈三は陳発科の腕をとり、今にも投げ飛ばすか、という姿勢をとったが、双方動かず緊迫した空気のまま数秒が経った。
この緊張の数秒の後、両雄はにっこり笑って座に戻り、もとのように歓談し始めた。
その数日の後、手土産を携えた沈三が陳発科のもとを訪れ、「その節はどうも」と挨拶し、陳発科も「いやいや、お互い様ですよ」と返礼した。
何のことかわからずキョトンとする陳発科の弟子達を見た沈三は「先生はあの大会の後、君たちに何も仰らなかったのかね？」と尋ね、弟子達が何も聞いていない旨答えると感動し、「諸君は本当に良い師匠を持っている。その技が万人に優れるだけでなく、人柄がこんなにも優れているというのは得難いことだ。しっかり学んで欲しい。」
と言って帰って行った。
沈三によれば自分が陳発科を投げようとしたとき、どうしても投げることが出来ず、逆に陳発科はいつでも自分を地面に叩きつけることが出来たはずだと言うことであって、公衆の面前であることを考慮して自分の面子をまもってくれた陳発科は本当に万夫不当の大人物である。と言うことであった。
その後、弟子の一人が、どうしてやっつけなかったのですかと質問すると、陳発科は「あなたが大勢の徒弟の前で同じことをされたらどう思いますか。嫌ではないですか」と真剣に怒り弟子は大いに反省した。
日本が戦争に負け、父親が日本に協力していたため、洪均生が陳発科にかくまわれていた。洪均生の話によると陳発科は田舎から北京に出てきたため、朝食は毎日粥と決まっていた。